# Afrosternophorus xalyx
Espèce
Afrosternophorus xalyx est une espèce de pseudoscorpions de la famille des Sternophoridae.

## Distribution
Cette espèce est endémique du Queensland en Australie. Elle se rencontre vers Townsville.

## Description
Les mâles mesurent de 1,6 à 1,8 mm et les femelles de 1,7 à 2,5 mm.

## Publication originale
- Harvey, 1985 : The systematics of the family Sternophoridae (Pseudoscorpionida). Journal of Arachnology, vol. 13, no 2, p. 141-209 (texte intégral).